# QWERTY

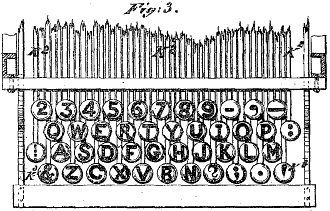
QWERTY-toetsenbordindeling uit een patent van Christopher Sholes (U.S. Patent No. 207,559 uit 1878). Enkele toetsen zijn hier nog niet hetzelfde als bij de moderne QWERTY-indeling: de C en de X zijn omgewisseld en de M zit nu naast de N.

De opstelling van de toetsen op een modern, voor Microsoft Windows bedoeld computertoetsenbord.

QWERTY is een systeem van indeling van toetsen op computertoetsenborden en typemachines waarvan de eerste rij letters (gerekend van linksboven) begint met de Q, W, E, R, T en Y.

## Toetsenbordindeling
QWERTY is de standaard-toetsenbordindeling in verreweg de meeste landen waar het Latijnse schrift wordt gebruikt. De qwerty-indeling die in Nederland veruit het meeste voorkomt, is de Amerikaanse.
Er bestaat een aparte Nederlandse variant van de qwerty-indeling, met onder andere een toets voor de 'IJ', maar deze wordt zelden gebruikt. Er bestaan vele andere qwerty-indelingen die speciaal aangepast zijn voor specifieke talen en/of landen. Zo heeft het Spaanse qwertytoetsenbord onder andere aparte toetsen voor de Spaanse letter Ñ, voor de Catalaanse letter Ç en voor de Spaanse leestekens ¿ en ¡.
Behalve QWERTY zijn er nog enkele andere toetsenbordindelingen, bijvoorbeeld:
- AZERTY in Frankrijk en België;
- QWERTZ in Duitstalige en een aantal Oost-Europese landen;
- Dvorak (DSK), bedacht door August Dvorak, omdat het ergonomisch beter zou zijn;
- Colemak, een moderner alternatief voor Dvorak.

## Geschiedenis
De uitvinder van de eerste productieschrijfmachine, Christopher Sholes, zette op zijn eerste model de letters op het toetsenbord in alfabetische volgorde. In het mechaniek van de machine leverde dit problemen op, omdat enkele veel gebruikte tekens vlak naast elkaar kwamen te liggen. De handgebouwde machine functioneerde traag, zodat de letterstangetjes veelvuldig tegen elkaar botsten en klem bleven zitten.
Sholes verplaatste daarop een aantal letters in het mechaniek, waardoor ook de volgorde op het toetsenbord veranderde. De machine (de Sholes and Glidden) die uiteindelijk rond 1873 in productie werd genomen bij Remington had een voorloper van de qwerty-indeling die wij ook nu nog op toetsenborden terugvinden.
In de beginjaren werden pogingen gedaan om het qwertytoetsenbord te vervangen door meer doordachte indelingen, zoals de Ideal-indeling van James Hammond en het 'wetenschappelijke' toetsenbord met DHIATENSOR-indeling van George Blickensderfer. Later werd nog een poging gedaan met het Dvorak-toetsenbord, maar zonder veel succes. De QWERTY-indeling is nog steeds algemeen gangbaar.

## Planetoïde
Op 24 november 2007 werd een planetoïde, (6600) Qwerty, vernoemd naar het qwertytoetsenbord.